# Collotheca coronetta
Collotheca coronetta is een raderdiertjessoort uit de familie Collothecidae. De wetenschappelijke naam van deze soort is voor het eerst geldig gepubliceerd in 1869 door Cubitt.